# Mauro Colagreco
Mauro Colagreco, né à La Plata, le 5 octobre 1976, est un chef-cuisinier argentin, issu d’une famille en partie italienne. Il est chef-propriétaire du restaurant Mirazur à Menton (France) : trois étoiles au Guide Michelin, étoile verte au Guide Michelin, élu meilleur restaurant du monde en 2019, premier restaurant Plastic Free au monde et premier restaurant 3 étoiles labelisé B-Corp.
Avec 5 hectares de jardin en permaculture et en biodynamie, il envisage une cuisine dans le respect des cycles de la nature et de l’environnement ce qui fait de Mauro Colagreco le leader de la gastronomie circulaire.
Ces engagements lui ont valu d’être nommé le 1er Chef Ambassadeur de bonne volonté en faveur de la biodiversité auprès de l’UNESCO. Il est également Vise-Président de l’Association Relais & Châteaux.

## Biographie
Après des études hôtelières en Argentine et en France notamment au lycée hôtelier de La Rochelle où il effectuera une mise à niveau avant son BTS, Mauro Colagreco a travaillé avec Bernard Loiseau de 2001 à 2003. Il a ensuite travaillé avec Alain Passard à L'Arpège, Alain Ducasse  à l'Hôtel Plaza Athénée, puis il a passé un an au Grand Véfour.
En 2006, il s'est établi à Menton et ouvre le restaurant Mirazur. Six mois après son installation, il obtient la distinction du Gault&Millau de "Révélation de l'année". Moins d'un an après son ouverture, le restaurant de Mauro Colagreco obtient sa première étoile au Guide Michelin. 
La même année, le chef reçoit le prix Chef de l'année par le prestigieux guide Gault & Millau, officiellement premier chef non français à recevoir ce titre. En 2010, Gault & Millau décerne 4 toques au Mirazur. 
En 2012, Mauro Colagreco reçoit sa deuxième étoile Michelin, est décoré Chevalier des arts et des lettres.
En 2016, Mauro Colagreco ouvre le premier établissement CARNE en Argentine, son enseigne de burgers durables pour alimenter le changement, en mettant en avant son message fétiche : « Everytime you eat, you decide the world you want to live in”(c’est en choisissant ce que nous mangeons que nous choisissons le monde dans lequel nous voulons vivre).  
En 2018, Mirazur, à Menton, est élu troisième meilleur restaurant au monde par le World’s 50 Best Restaurants. 
Le travail de Mauro Colagreco et de sa brigade est récompensé d'une troisième étoile au Guide Michelin en 2019. Il devient alors le premier chef étranger installé en France à recevoir cette distinction,. 
Depuis 2016 il est juge de l'émission télévisée Top Chef Italia. En 2019 et 2020, il intervient dans un épisode de la version française de Top Chef.
Capable de créer 250 à 300 plats par an, le chef cultive aussi son jardin-verger à Menton.
En juin 2019, son restaurant Le Mirazur à Menton a été élu « meilleur restaurant au monde » par le classement The World's 50 Best Restaurants 2019,.
En 2020, Mauro Colagreco est à la tête du tout premier restaurant au monde à obtenir la certification « Plastic Free » au restaurant Mirazur***, à Menton.
Il participe à nouveau à Top Chef en 2022 lors de la saison 13.
En 2022, l’UNESCO nomme Mauro Colagreco ambassadeur de bonne volonté en faveur de la biodiversité. Une nomination qui vient souligner le travail de préservation des espèces menacées (faune et flore) engagé par le chef et ses équipes depuis de nombreuses années.
En 2023, Mauro Colagreco est fait chevalier de la légion d’honneur, devient vice-président de l’Association Relais & Châteaux, et intervient à l’université d’Harvard pour enseigner les influences cosmiques sur la gastronomie.
En janvier 2024, il ouvre une pizzeria, Pecoranegra, à Lyon.
Le 20 mai 2025, la veille de la publication du livre-enquête Violences en cuisine, une omerta à la française de la journaliste Nora Bouazzouni, il fait partie du collectif de chefs qui lance l'opération « Cuisines ouvertes » et signe un manifeste censé présenter au public les « mesures concrètes qui favorisent la qualité de vie au travail ».

## Établissements
- Mirazur* à Menton, France (2006)

- Carne à La Plata, Argentine (2016)

- Grandcœur à Paris, France (2017)

- Azur by Mauro Colagreco au Shangri-La, Pékin, Chine (2017)
- Flories au Four Seasons, Palm Beach, États-Unis (2018)
- La PecoraNegra à Menton, France (2019)
- Côte au Capella Bangkok, Thaïlande (2 étoiles, 2020)
- Casa Fuego à Menton, France (2020)

- Mitron Bakery à Menton, France (2021)
- Mitron Bakery à Monaco (2021)
- Carne Burger à Bruxelles, Belgique (2021)
- Anahi à Paris, France (2021)
- Cycle* by Mauro Colagreco à Tokyo, Japon (2023)
- Plaisance* by Mauro Colagreco à Hong Kong (2023)
- Kulm Country Club by Mauro Colagreco au Kulm, St-Moritz, Suisse (2023)

- Mauro Colagreco London au Raffles Londres @ The OWO, Royaume-Uni (2023)
- Mauro’s Table au Raffles Londres @ The OWO, Royaume-Uni (2023)
- Saison au Raffles Londres @ The OWO, Royaume-Uni (2023)

- Carne Burger à Riyadh, Arabie Saoudite (2023)

- Mitron Bakery à Nice, France (2024)
- La PecoraNegra à Lyon, France (2024)
- Carne Burger à Buenos Aires, Argentine (2024)
- Muru à Doha, Qatar (2024)
- Café Dior à Bangkok, Thaïlande (2024)
- Amarines by Mauro Colagreco à la Villa Miraé, France (2025)
- Miraé by Mauro Colagreco à la Villa Miraé, France (2025)

## Décorations
- Chevalier de la Légion d'honneur (2021)[16]
- Ambassadeur de bonne volonté en faveur de la biodiversité par l'UNESCO (2022)